# Nick Scotti
Domenico Nicola Aniello „Nick” Scotti (ur. 31 maja 1966 w Queens) – amerykański aktor filmowy i telewizyjny, model i wokalista.

## Życiorys

### Wczesne lata
Urodził się w nowojorskim Queens w rodzinie pochodzenia włoskiego jako syn Christiny, menadżerki na lotnisku JFK, i Aniello Scotti, emerytowanego generalnego usługodawcy. Jego jeden dziadek był śpiewakiem operowym, a drugi skrzypkiem. Scotti opuścił szkołę, aby podróżować po świecie.

### Kariera
Początkowo pracował jako boy hotelowy. W wieku 17 lat przeniósł się do Japonii, gdzie rozpoczął karierę modela, a mając 19 lat przeprowadził się do Francji. W czerwcu 1996 pojawił się na okładce „Newsweeka” z nagłówkiem z napisem Biology of Beauty.
Jego debiutancki album, wydany w 1993 przez Reprise Records, zawierał dwa utwory, które trafiły na listę Hot Dance Club Songs tygodnika „Billboard”. Pierwszy z nich, „Wake Up Everybody”, był coverem piosenki Harold Melvin & the Blue Notes z 1976 i znalazł się na 9 miejscu w maju tego roku i pozostał na wykresie przez jedenaście tygodni. Na imprezie wydanej przez fotografa Herba Rittsa został przedstawiony Madonnie, która wraz ze Stephenem Brayem napisała dla niego utwór wydany na singlu „Get Over”, gdzie Madonna także zaśpiewała w chórkach. Utwór trafił na 33 miejsce listy Hot Dance Club Songs.
Debiutował na ekranie w dramacie sensacyjnym Bullet (1996) u boku Mickeya Rourke’a i Tupaca Shakura. W operze mydlanej CBS Żar młodości (The Young and the Restless, 1996-1999) wystąpił jako mechanik samochodowy Tony Viscardi, były chłopak Grace Turner (Jennifer Gareis), na krótko żonaty z Megan Dennison (Ashley Jones).

## Wybrana filmografia

### Filmy
- 1996: Bullet jako Philly
- 1997: Kiss Me, Guido jako Frankie
- 1999: Detroit Rock City jako Kenny
- 2005: Perception jako Jason
- 2006: Ostatnia wola (The Last Request) jako Tom

### Seriale TV
- 1996: The Montel Williams Show
- 1996-1999: Żar młodości (The Young and the Restless) jako Antonio Viscardi
- 1998: Tracey bierze na tapetę... (Tracey Takes On...) jako Johnno
- 2002: Seks w wielkim mieście (Sex and the City) jako Joe, chłopak Worldwide Express

## Dyskografia

### Albumy
- 1993: Wake Up Everybody (wyd. Warner Bros.)
- 1993: Nick Scotti (wyd. Warner Bros.)

### Single
- 1993: „Get Over” (wyd. Warner Bros.) z Madonną
- 1994: „Wild Planet/Love So B” (wyd. Reprise Records)